# 비스마르크자이언트쥐
비스마르크자이언트쥐(Uromys neobritannicus)는 쥐과에 속하는 설치류의 일종이다. 파푸아뉴기니의 뉴브리튼섬에서 발견된다.

## 특징
꼬리 길이 243~279mm를 제외한 몸길이가 252~298mm인 대형 설치류로 발 길이는 51~58mm이고 귀 길이는 26.5~28mm이다. 몸무게는 최대 730g이다. 등 쪽 털은 불그스레하지만 배 쪽은 짙고 누르스름한 색을 띤다. 핵형은 2n=32n, FN=58이다.

## 생태
주로 땅 위에서 주로 생활하는 육상성 동물이고, 독거 생활을 하는 종이다.

## 분포 및 서식지
비스마르크 제도 뉴브리튼섬의 토착종이다. 최근 연구에 의하면 인근 뉴아일랜드섬에서는 발견되지 않는다. 해발 30m와 500m 사이의 열대 숲에서 서식한다.